# Diestelow
Diestelow – dzielnica miasta Goldberg w Niemczech, w kraju związkowym Meklemburgia-Pomorze Przednie, w powiecie Ludwigslust-Parchim, w urzędzie Goldberg-Mildenitz. Do 31 grudnia 2011 była samodzielną gminą.